# Clifford Dupont
Pour les articles homonymes, voir Dupont.
Clifford Walter Dupont, né le 6 décembre 1905 à Londres et mort le 28 juin 1978 à Salisbury (aujourd'hui Harare), est un homme politique anglais et rhodésien qui exerce les fonctions d'officier chargé de l'administration du gouvernement de Rhodésie (de 1965 à 1970) et de premier président de la république (de 1970 à 1976). 

## Biographie
De famille d'origine huguenote, Clifford Dupont étudie le droit au Clare College de Cambridge et devient solliciteur en 1929. Pendant la Seconde Guerre mondiale, il sert comme officier dans la Royal Artillery britannique en Afrique du Nord.  
Il se rend pour la première fois Rhodésie du Sud en 1947, y revient un an plus tard pour établir un ranch et s'y installe définitivement au début des années 1950, période à laquelle le pays devient un territoire de la fédération de la Rhodésie et du Nyassaland. 
Membre du Dominion Party puis du Front rhodésien, il devient ministre de la Justice en 1962 dans le gouvernement de Winston Field. Il parvient à battre le parti Rhodesia de Roy Welensky et à placer Ian Smith au poste de premier ministre. 
Occupant plusieurs portefeuilles au gouvernement (Défense et Affaires étrangères), il est le deuxième signataire de la déclaration unilatérale d'indépendance du Royaume-Uni, le 11 novembre 1965. Smith tente ensuite de faire nommer Dupont gouverneur général du pays à la place du gouverneur britannique, Humphrey Gibbs (en), mais à défaut de quoi, il fut nommé officier chargé de l'administration du gouvernement  (Officer Administering the Government). Il occupe ce poste jusqu'en 1970, date à laquelle il devient président à la suite de la proclamation de la république. Après avoir souffert de problèmes de santé lors de ce mandat, il prend sa retraite en 1976 et meurt en 1978. 

## Décorations
- Grand Commandeur de la Légion du Mérite rhodésienne (GCLM)
- Décoration de l'Indépendance (ID)

## Publications
- Clifford Dupont, The Reluctant President: The Memoirs of the Hon. Clifford Dupont, GCLM., ID, Bulawayo, Rhodesia, Books of Rhodesia Publishing Co. (Pvt) Ltd, 1978 (ISBN 0-86920-183-2, lire en ligne)